# Marianne (Disney)
Marianne est un personnage de fiction apparu pour la première fois dans le film Robin des Bois (1973). Il est apparu régulièrement dans Disney's tous en boîte. Le personnage est inspiré de Marianne, compagne de Robin Longstride (Robin des Bois) dans la légende du même nom.

## Description
Depuis toujours, Marianne est amoureuse de Robin des Bois. Quand Robin des Bois se fais capturer, après la compétition du tir à l'arc, elle ne veut apsolument pas qu'on lui décapite la tête. Elle fait tout pour ne pas qu'il meure. 

## Interprètes
- Voix originale : Monica Evans et Nancy Adams (chant)
- Voix allemande : Susanne Tremper
- Voix brésilienne : Juraciara Diacovo
- Voix danoise : Susanne Bruun Koppel
- Voix finnoise : Tuula Rosenqvist
- Voix française : Michèle André
- Voix italienne : Micaela Esdra et Gianna Spagnulo (chant)
- Voix japonaise : Oriko Shindō et Mika Doi
- Voix polonaise : Joanna Brodzik
- Voix suédoise : Monica Nordquist